# 10 000 mètres masculin aux Jeux olympiques d'été de 1932
Pour un article plus général, voir Athlétisme aux Jeux olympiques d'été de 1932.
Navigation
Amsterdam 1928 Berlin 1936
L'épreuve du 10 000 mètres masculin aux Jeux olympiques de 1932 s'est déroulée le 31 juillet 1932 au Los Angeles Memorial Coliseum de Los Angeles, aux États-Unis. Elle est remportée par le Polonais Janusz Kusociński.

## Résultats

### Finale
| Rang               | Athlète              | Pays             | Temps         | Notes |
| ------------------ | -------------------- | ---------------- | ------------- | ----- |
| Médaille d'or      | Janusz Kusociński    | Pologne          | 30 min 11 s 4 | OR    |
| Médaille d'argent  | Volmari Iso-Hollo    | Finlande         | 30 min 12 s 6 |       |
| Médaille de bronze | Lauri Virtanen       | Finlande         | 30 min 35 s 0 |       |
| 4                  | Billy Savidan        | Nouvelle-Zélande | 31 min 09 s 0 |       |
| 5                  | Max Syring           | Allemagne        | 31 min 35 s 0 |       |
| 6                  | Jean-Gunnar Lindgren | Suède            | 31 min 37 s 0 |       |
| 7                  | Juan Morales         | Mexique          | 32 min 03 s 0 |       |
| 8                  | Clifford Bricker     | Canada           |               |       |
| 9                  | Masamichi Kitamoto   | Japon            |               |       |
| 10                 | Shoichiro Takenaka   | Japon            |               |       |
| 11                 | José Ribas           | Argentine        |               |       |
| 12                 | Fernando Cicarelli   | Argentine        |               |       |
| 13                 | Adalberto Cardoso    | Brésil           |               |       |